# Isole Cayman ai Giochi della XXI Olimpiade
Le Isole Cayman parteciparono ai Giochi della XXI Olimpiade che si sono svolti a Montréal dal 17 luglio al 1º agosto 1976, con una delegazione di due velisti. Fu la prima partecipazione di questo paese ai Giochi. Non furono conquistate medaglie.